# 타이달
타이달(Tidal, TIDAL, TIDALHiFi)은 회원제 음악 스트리밍 서비스이다. 고음질 음원, 고화질 뮤직비디오 그리고 음악·아티스트 관련 다양한 글을 제공한다. 2500만 이상의 음원과 7만 5천 이상의 뮤직비디오를 보유 중이다. 타이달 측은 차후 무료화 계획이 없기 때문에, 음악 스트리밍 업계 중 가장 높은 로열티를 음악 아티스트와 작곡가에게 제공하고 있다고 주장한다.
2014년 스웨덴/노르웨이계 회사인 아스피로(Aspiro)가 설립했다. 여러 인디 레이블을 포함해 3대 메이저 레이블(유니버설 뮤직 그룹, 소니 뮤직 엔터테인먼트, 워너 뮤직 그룹)과도 유통 합의를 맺었다. 2015년 3월, 제이지 소유 회사 프로젝트 팬더가 아스피로를 인수했다.
2015년 3월 아스피로를 인수한 후, 타이달 리런칭(Relaunching)을 알리는 매스 마케팅이 이뤄졌다. 여러 음악 아티스트들은 파란색 바탕에 "#TIDALforAll" 문구가 삽입된 이미지를 페이스북, 트위터, 인스타그램 등 SNS 프로필에 게재했다. 3월 30일 언론 간담회에서 제이지 측은 타이달을 아티스트 소유의 첫 스트리밍 서비스라고 소개했다.
새로운 타이달에 관해 여러 의견이 오고갔다. 몇몇은 Hi-Fi, 무손실 음원 제공을 칭찬했다. 또 사용자들이 고가의 요금제를 냄으로써 아티스트들과 작곡가들에게 보다 더 높은 로열티를 제공해줄 수 있다는 점을 긍정적으로 봤다. 이와 대조적으로 일부는 고가의 요금과 몇몇 아티스트의 콘텐츠를 타이달이 독점적으로 제공하는 것이 오히려 저작권 침해 행위를 야기할 수 있다고 주장했다.
2015년 3월 기준, 타이달은 58만 명의 유료 결제 회원들을 보유, 31개 국에서 서비스되고 있다. 한국에서는 서비스되고 있지 않다. 2016년 3월 기준 85만명이 등록되었다고 타이달측이 발표하였다.